# Haus Erdmann (Hannover-Döhren)

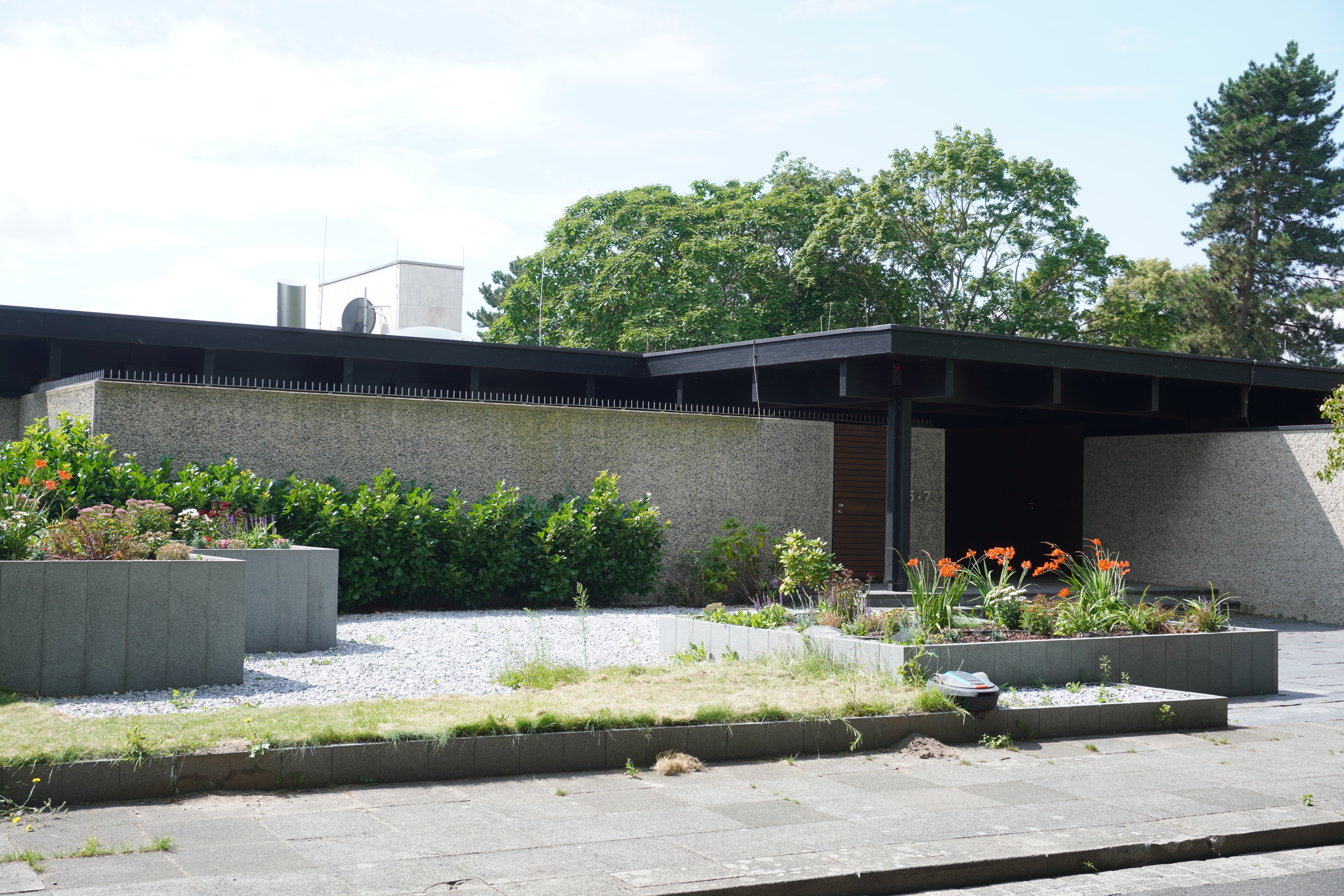
Vorderseite von Haus Erdmann in Hannover-Döhren, erbaut 1975–1976

Haus Erdmann in Hannover bezeichnet ein Anwesen in der Niederung der Leine im hannoverschen Stadtteil Döhren. Die 1975–1976 errichtete Immobilie umfasst mehrere Hausnummern unter der Adresse Wiehegrund 5–7 und wurde nach dem zuletzt von Georg Erdmann geführten Herrenausstatter Erdmann-Kleidung benannt.

## Geschichte und Baubeschreibung
Das Haus Erdmann wurde in den Jahren 1975 bis 1977 nach Plänen der Architektengemeinschaft „Bahlo–Köhnke–Stosberg & Partner“ errichtet und in ein Grundstück „in landschaftlich reizvoller Lage in der Niederung der Leine“ eingebettet. Während sich das Wohnhaus zur Straßenfront hin eher abweisend zeigt, öffnet sich das Gebäude mit einer Wohnfläche von 560 m² zu dem im Süden gelegenen Gartengelände. In dessen Zentrum findet sich ein weitläufiger Wohntrakt inklusive eines kleinen quadratischen Innenhofes. Dieser wird nach Süden hin seitlich von einem Hallenbad eingefasst sowie von dem über zwei Stockwerke eingerichteten Schlaftrakt.
Eine Charakteristik des Gebäudes wird durch das überstehende Flachdach gebildet. Zudem zeichnet sich das Haus Erdmann „durch eine funktionale Zuordnung der Einzelbaukörper sowie eine starke räumliche Differenzierung aus:“ Die Baukörper nehmen das Gefälle des Grundstückes nach Süden auf, zeichnen es nach durch Stufen, verschiedene Deckenhöhen sowie Niveausprünge der einzelnen Fußböden. Der zurückhaltende Charakter des Gebäudes äußert sich in einem Sockel aus Sichtbeton, einer von innen sichtbaren Holzkonstruktion und einer Verkleidung aus hellgrau lasierten Brettern.
Das im Architekturverlag Callwey erschienene Werk von Hermann Boockhoff und Jürgen Knotz: Architektur in Hannover seit 1900 würdigt das Haus Erdmann mit Foto, Grundriss und Beschreibung, in der es über die Architektur unter anderem heißt: „Starke räumliche Differenzierung durch Gliederung in Einzelbaukörper mit unterschiedlichen Deckenhöhen und Niveausprüngen im Fußboden.“
Zur Expo 2000 wurde das Haus Erdmann als eines seit dem Zeitalter des Barock in Hannover errichteten „361 Bauwerke[n] sämtlicher Gattungen und Epochen“ in dem im Berliner Dietrich Reimer Verlag erschienenen Architekturführer Hannover beschrieben.